# Experimenta da Ilha
O Grêmio Recreativo Escola de Samba Experimenta da Ilha é uma escola de samba de Niterói. Fundada em 12 de Fevereiro de 2007, a escola possui sua sede no Bairro da Ilha da Conceição.
A agremiação foi campeã do carnaval de Niterói pela primeira vez em 2024.

## Segmentos

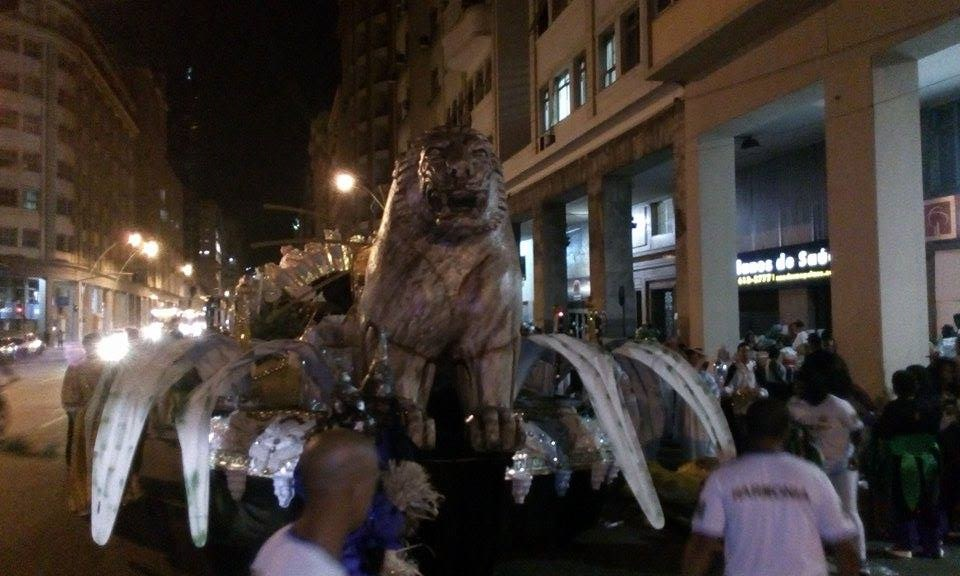
Escola de samba Experimenta, Carnaval de Niterói 2017.

### Presidentes
| Presidente           | Vice              | Mandato | Ref. |
| -------------------- | ----------------- | ------- | ---- |
| Rodinei Pinto Pontes | 2007 - atualidade | [ 2 ]   |      |

### Intérpretes
| Carnavais | Intérpretes oficiais     |
| --------- | ------------------------ |
| 2011      | Ruan Pontes e Nildo Gere |
| 2012      | Ruan Pontes              |
| 2013      | Kokinho Santos           |
| 2014      | Leonardo Bessa           |
| 2015      | Nildo Gerê e Ruan Pontes |
| 2016      | Marcio do Cavaco         |
| 2017-2019 | Anderson Paz             |
| 2020-     | Fabrício Alves           |

### Diretores
| Ano   | Diretor de Carnaval  | Diretor de harmonia  | Mestre de bateria         | Ref.  |
| ----- | -------------------- | -------------------- | ------------------------- | ----- |
| 2014  | Leonardo Borges      | Leonardo Borges      | Wiliam Babalu             | [ 2 ] |
| 2015  | Comissão de Carnaval | Comissão de Harmonia | Wiliam Babalu             |       |
| 2016  | Eliezer Rodrigues    | Miguel Júnior        | Diogo Teixeira            |       |
| 2017  | Eliezer Rodrigues    | Miguel Júnior        | Ruan Pontes               |       |
| 2018  | Eliezer Rodrigues    | Miguel Júnior        | Ruan Pontes               |       |
| 2019  | Eliezer Rodrigues    | Miguel Júnior        | Ruan Pontes               |       |
| 2020- | Miguel Júnior        | Miguel Júnior        | Ruan Pontes e Juan Rangel |       |

### Casal de Mestre-sala e Porta-bandeira
| Ano       | Nome                                | Ref.  |
| --------- | ----------------------------------- | ----- |
| 2013-2018 | Douglas Barbosa e Jéssica Ferreira  | [ 2 ] |
| 2019      | Vinicius Antunes e Jéssica Ferreira |       |

### Corte de bateria
| Anos      | Rainha         | Princesa            | Ref. |
| --------- | -------------- | ------------------- | ---- |
| 2013-2015 | Luanna Ribeiro |                     |      |
| 2016      | Dany Storino   | Fernanda Souza      |      |
| 2017-2018 | Dany Storino   |                     |      |
| 2019      | Dany Storino   | Mª Elisa Nascimento |      |

## Carnavais
| Ano                                                                          | Colocação                                                                    | Grupo                                                                        | Enredo | Carnavalesco                                                                 | Ref                      |
| ---------------------------------------------------------------------------- | ---------------------------------------------------------------------------- | ---------------------------------------------------------------------------- | --- | ---------------------------------------------------------------------------- | ------------------------ |
| 2011                                                                         |                                                                              | Avaliação                                                                    | Hoje tem espetáculo! | Armindo Pires                                                                |                          |
| 2012                                                                         |                                                                              | Especial de Enredo                                                           | Uma Estrela vai brilhar! | Luiz Cavalcanti                                                              |                          |
| 2013                                                                         | Campeã                                                                       | Especial de Enredo                                                           | Tá com medo de que? (Compositores: Márcio do Cavaco e Márcia Família)                                                                                                   | Armindo Pires                                                                |                          |
| 2014                                                                         | Vice-campeã                                                                  | Acesso (segunda divisão)                                                     | Paixão da Nação (Compositores: Waldeir Melodia, Manolo, Bira do Canto, Gerê da Ilha, Tatalho e Ruan Pontes)                                                             | Armindo Pires                                                                |                          |
| 2015                                                                         | Vice-campeã                                                                  | Acesso (segunda divisão)                                                     | Experimenta faz uma viagem às civilizações e traz o zodíaco para o Carnaval Compositor: Francisco de Paula "Xico Leitinho"                                              | Luiz Cavalcanti                                                              | [ 2 ] [ 3 ] [ 4 ]        |
| 2016                                                                         | 3º lugar                                                                     | Acesso (segunda divisão)                                                     | Não há bem que dure, nem há mal que nunca acabe. De um dito popular transformei em realidade                                                                            | Eliezer Rodrigues                                                            | [ 5 ]                    |
| 2017                                                                         | 7° lugar                                                                     | Grupo B (segunda divisão)                                                    | Do Canto do Bode ao Canto do Aldeão, sonhos e fantasias no palco da ilusão. Compositores: João Perigo, Julio do Tamborim, Lucas Honorato, Paulo Lage e Jonathan Fragoso | Eliezer Rodrigues                                                            |                          |
| 2018                                                                         | Campeã                                                                       | Grupo B (segunda divisão)                                                    | Luíza, a matriarca no samba. Uma rainha, uma mãe! | Louis Cavalcanthé                                                            | [ 6 ]                    |
| 2019                                                                         | 6º lugar                                                                     | Grupo A (primeira divisão)                                                   | Pernambuco Leão do Norte - No coração nordestino, samba, frevo e maracatu                                                                                               | Eliezer Rodrigues                                                            |                          |
| 2020                                                                         | 5º lugar                                                                     | Grupo A (primeira divisão)                                                   | O Maravilhoso Mundo de Heróis e Vilões Compositores: Leandro Sampaio, Cristian Oliveira, Luis Felipe Soares, Joel Santana e Xandy Orelha                                | Armindo Pires                                                                | [ 7 ] [ 8 ] [ 9 ] [ 10 ] |
| Os desfiles do Carnaval 2021 foram cancelados devido a pandemia de Covid-19. | Os desfiles do Carnaval 2021 foram cancelados devido a pandemia de Covid-19. | Os desfiles do Carnaval 2021 foram cancelados devido a pandemia de Covid-19. | Os desfiles do Carnaval 2021 foram cancelados devido a pandemia de Covid-19.                                                                                            | Os desfiles do Carnaval 2021 foram cancelados devido a pandemia de Covid-19. | [ 11 ]                   |
| 2022                                                                         | 6º lugar                                                                     | Grupo A (primeira divisão)                                                   | Vivi - A Pequena Notável do Samba | Louis Cavalcanthé                                                            |                          |
| 2023                                                                         | 7º lugar                                                                     | Grupo A (primeira divisão)                                                   | Pelas mãos do criador, um tributo a Niterói |                                                                              |                          |
| 2024                                                                         | Campeã                                                                       | Grupo A (primeira divisão)                                                   | Afastem-se Gabirus! Sou Pirata, guardião do meu tesouro! | Eliezer Rodrigues                                                            |                          |
| 2025                                                                         |                                                                              | Grupo A (primeira divisão)                                                   | Dandara, A Flor Guerreira dos Palmares | Eliezer Rodrigues                                                            |                          |

## Premiações
| Ano  | Prêmio                             | Quesito                                                         | Ref.   |
| ---- | ---------------------------------- | --------------------------------------------------------------- | ------ |
| 2013 | Troféu Cadência                    | Melhor Casal de Mestre-Sala e Porta-Bandeira: Douglas e Jéssica | [ 12 ] |
| 2014 | Troféu Cadência                    | Melhor Alegoria: A Copa do Mundo                                |        |
| 2014 | Troféu Cadência                    | Melhor Ala de Baianas                                           |        |
| 2016 | Troféu Melhores do Carnaval UESBCN | Melhor Harmonia                                                 |        |
| 2016 | Troféu Melhores do Carnaval UESBCN | Melhor Rainha de Bateria: Dany Storino                          |        |
| 2016 | Troféu Radar                       | Carnavalesco Revelação: Eliezer Rodrigues                       |        |
| 2016 | Troféu Radar                       | Melhor Conjunto Alegórico                                       |        |
| 2017 | Troféu Radar                       | Melhor Samba                                                    |        |
| 2017 | Troféu Radar                       | Melhor Intérprete: Anderson Paz                                 |        |
| 2017 | Troféu Radar                       | Troféu Superação (Prêmio Especial)                              |        |
| 2018 | Troféu Lesnit                      | Melhor Casal de Mestre-Sala e Porta-Bandeira: Douglas e Jéssica |        |
| 2018 | Troféu Lesnit                      | Melhor Harmonia                                                 |        |
| 2018 | Troféu Radar                       | Melhor Escola                                                   |        |
| 2018 | Troféu Radar                       | Melhor Conjunto de Fantasias                                    |        |
| 2018 | Troféu Radar                       | Melhor Conjunto de Alegorias                                    |        |
| 2018 | Troféu Radar                       | Melhor Intérprete: Anderson Paz                                 |        |
| 2018 | Troféu Radar                       | Melhor Casal de Mestre-Sala e Porta-Bandeira: Douglas e Jéssica |        |
| 2019 | Troféu Radar                       | Melhor Ala: Capoeira                                            |        |